# NIGHT ON THE PLANET (アルバム)
『NIGHT ON THE PLANET』（ナイト オン ザ プラネット）は、ASPARAGUS×BEAT CRUSADERSがリリースした、スプリット・ミニ・アルバムである。
2007年1月17日、デフスターレコーズよりリリース。

## 概要
BEAT CRUSADERS スプリット3部作の第3弾。本作ではASPARAGUSと共演している。
共作曲2曲、各々の新曲、互いの楽曲のカバーという6曲での構成である。これは3部作共通である。
ヒダカトオルは本作のコンセプトとしてYOUR SONG IS GOODの「横乗り」、TROPICAL GORILLAの「縦乗り」に対して、ASPARAGUSの「ナナメ乗り」を意識して制作した旨を発言している。（スペースシャワーTV『WORLD RIDE』）

## 収録曲
1. FAIRY TALE (4:30) / ASPARAGUS×BEAT CRUSADERS
（作詞：ヒダカトオル　作曲：ワタナベシノブ　編曲：ASPARAGUS,BEAT CRUSADERS）
  - アスパラ主導の共作曲。PVも制作されている。
2. DEAD SONG (3:17) / ASPARAGUS
（作詞・作曲：ワタナベシノブ　編曲：ASPARAGUS）
  - ASPARAGUSの新曲。
3. MEMORIES (3:58) / BEAT CRUSADERS
（作詞・作曲：ワタナベシノブ　編曲：BEAT CRUSADERS）
  - ASPARAGUSの楽曲のカバー。
4. OVERKILL (4:15) / BEAT CRUSADERS
（作詞：ヒダカトオル　作曲・編曲：BEAT CRUSADERS）
  - BEAT CRUSADERSの新曲。
5. SECOND THAT EMOTION (2:00) / ASPARAGUS
（作詞・作曲：ヒダカトオル　編曲：ASPARAGUS）
  - BEAT CRUSADERSの楽曲のカバー。
6. MONOLOGUE IN MY HEART (5:12) / ASPARAGUS×BEAT CRUSADERS
（作詞：ヒダカトオル　作曲：BEAT CRUSADERS,ワタナベシノブ　編曲：BEAT CRUSADERS,ASPARAGUS）
  - ビークル主導で作られた共作曲。